# جون هندرسون (لاعب كرة قدم أمريكية)
جون هندرسون (بالإنجليزية: John Henderson)‏ هو لاعب كرة قدم أمريكية أمريكي، ولد في 21 مارس 1943 في دايتون في الولايات المتحدة.

## وصلات خارجية
- جون هندرسون (لاعب كرة قدم أمريكية) على موقع مرجع كرة القدم المحترفة.كوم (الإنجليزية)